# ミリンダ王の問い

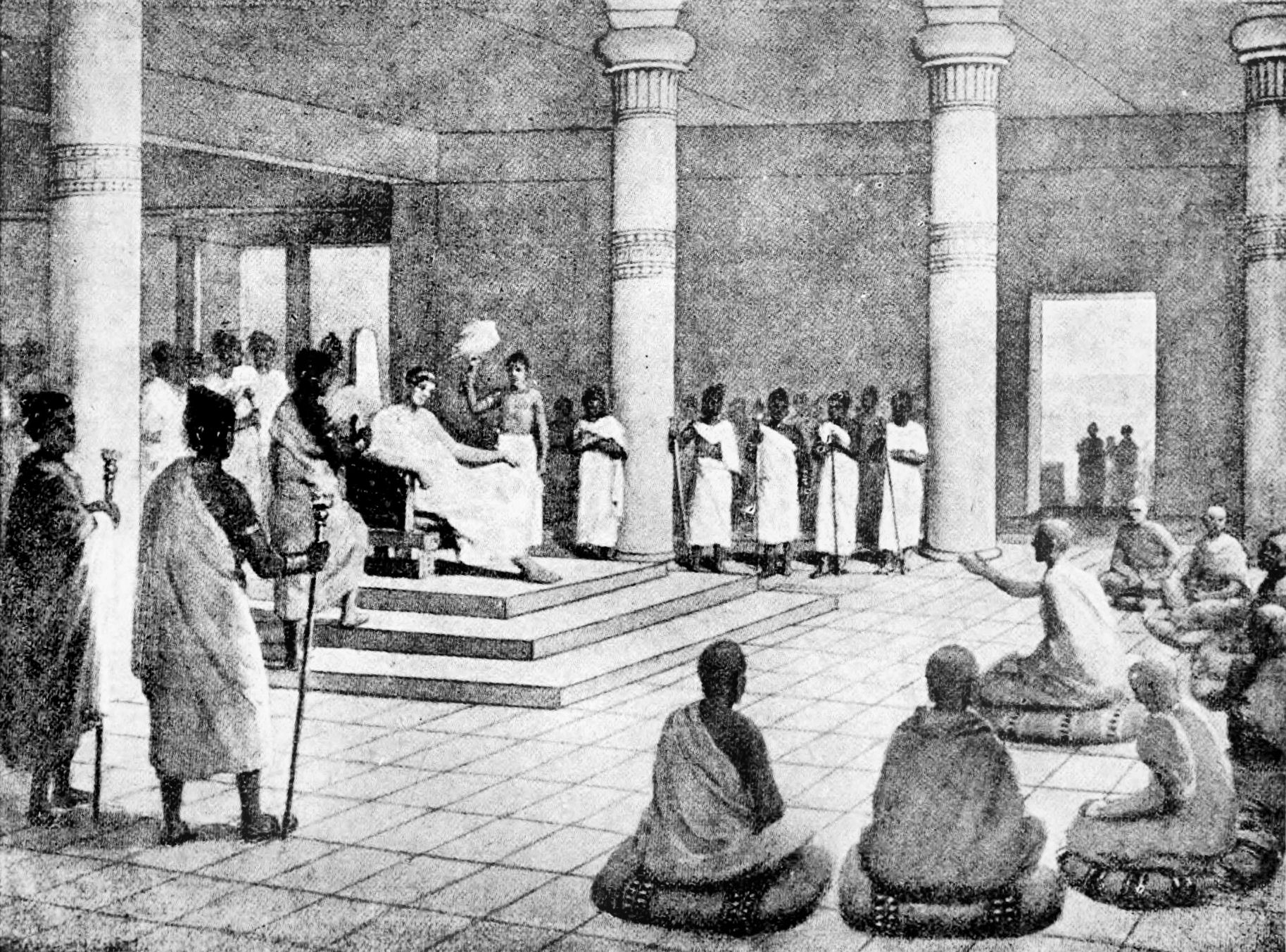
ミリンダ王とナーガセーナ

『ミリンダ王の問い』（Milinda Pañha, ミリンダ・パンハ）は、仏典として伝えられるものの一つであり、紀元前2世紀後半、アフガニスタン・インド北部を支配したギリシャ人であるインド・グリーク朝の王メナンドロス1世と、比丘ナーガセーナ（那先）の問答を記録したものである。パーリ語経典経蔵の小部に含まれるが、タイ・スリランカ系の経典には収録されていない（外典扱い）。ミャンマー（ビルマ）系には収録されている。
戦前のパーリ語経典からの日本語訳では、『弥蘭王問経』『弥蘭陀王問経』（みらん（だ）おうもんきょう）とも訳される。

## 概要

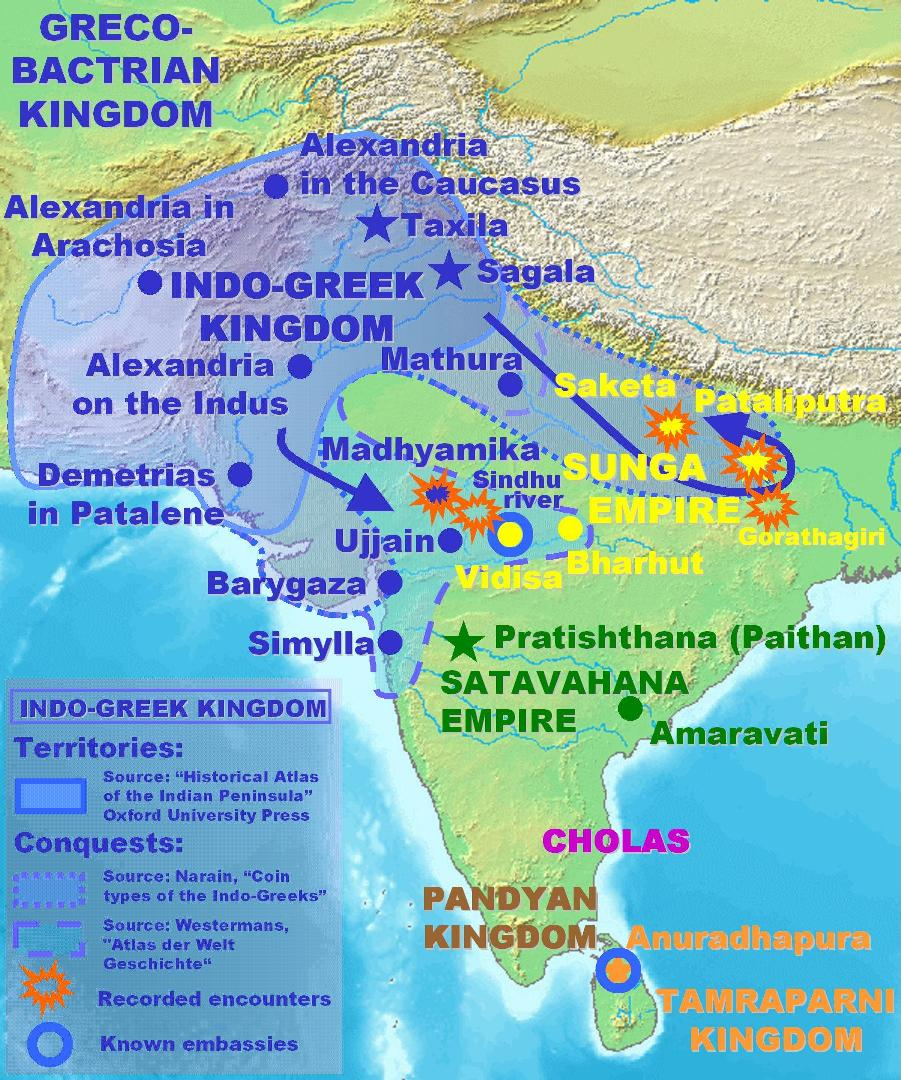
インド・グリーク朝

インド・グリーク朝は、アレクサンドロス3世（大王）による大遠征の後、その遺民たちにより、アレクサンドロスのディアドコイ（後継者）の地位を巡って引き起こされたディアドコイ戦争の中で建国されたセレウコス朝シリアと、インドのマウリヤ朝の覇権が衝突する狭間で、バクトリアの地を拠点に自立したギリシャ人国家であるグレコ・バクトリア王国が、マウリヤ朝の衰退に乗じて北インドに侵攻し、後に分裂することで生じた国家である。その第8代目の王に当たるメナンドロス1世（ミリンダ王）は、この王朝で最も有名な王である。
メナンドロスとナーガセーナの対話篇の原初部分は紀元前1世紀の中葉までに成立したと考えられ、その内容の面白さゆえに、説教本・教科書として仏教の各部派に取り上げられた。漢訳経典である『那先比丘経』（なせんびくきょう）は、この原初部分に比較的近い内容である。それに対して、パーリ語に写して編纂されたものは著しく増補された。現在のパーリ語経典の『ミリンダ王の問い』（巴: Milindapañha）は、比丘のみを対象とした煩瑣な哲学的議論が付け加えられ、原初部分の6倍程度の量に増補されて5世紀頃までに現在の形になった。5世紀のパーリ語経典の注釈者であるブッダゴーサは、この書を準経典として扱った。現在でもビルマでは経典の1つとして認められている。
メナンドロス1世（ミリンダ王）は、漢訳経典では弥蘭、あるいは弥蘭陀王と音写される。
内容は、仏教教理などについての問答であり、最後にはミリンダ王は出家して阿羅漢果を得たとされている。当時の仏教とギリシア思想との交流を示す重要な資料の一つであり、また後に、当地にギリシア美術が混じったガンダーラ美術が、クシャーナ朝に至るまで花開き、それら仏教文化が中国・日本にまで伝播してくることになる、そんな歴史の大きなダイナミズムの一端を、垣間見せてくれる資料でもある。

## 内容
原初部分における主な内容は以下の通り。

### 名前と存在
ミリンダ王はナーガセーナ長老とあいさつをかわし腰を下ろしてから、ナーガセーナ長老に名を尋ねる。ナーガセーナ長老は、自分は「ナーガセーナ」と世間に呼ばれているけれども、それはあくまでも呼称・記号・通念・名称であって、それに対応する実体・人格は存在しないと言い出す。
ミリンダ王は驚き、実体・人格を認めないのだとしたら、「出家者達に衣食住・物品を寄進しているその当事者達は一体何者なのか、それを提供されて修行している当事者達は一体何者なのか、破戒・罪を行う当事者達は一体何者なのか」「善も、不善も、果も、無くなってしまう」「ナーガセーナ師を殺した者にも殺人罪は無く、また、ナーガセーナ師に師も教師も無く、聖職叙任も成り立たなくなってしまう」と批判する。更に、では一体何が「ナーガセーナ」なのか尋ね、「髪」「爪」「歯」「皮膚」「肉」「筋」「骨」「骨髄」「腎臓」「心臓」「肝臓」「肋膜」「脾臓」「肺臓」「大腸」「小腸」「糞便」「胆汁」「粘液」「膿汁」「血液」「汗」「脂肪」「涙」「漿液」「唾液」「鼻汁」「小便」「脳髄」、「様態」「感受」「知覚」「表象」「認識」、それらの「総体」、それら「以外」、一体どれが「ナーガセーナ」なのか問うも、ことごとく「ナーガセーナ」ではないと否定されてしまう。
嘘言を吐いていると批判するミリンダ王に対し、ナーガセーナ長老は、ミリンダ王がここに来るのに、「徒歩」で来たか、「車」（牛車/馬車）で来たか尋ねる。「車」で来たと答えるミリンダ王に対し、ナーガセーナ長老は「車」が一体何なのか尋ねる。「轅（ながえ）」「車軸」「車輪」「車室」「車台」「軛」「軛綱」「鞭打ち棒」、それらの「総体」、それら「以外」、一体どれが「車」なのか問われるも、ミリンダ王は、それらはすべて「車」ではないと否定する。
先程の意趣返しのように、ミリンダ王は嘘言を吐いているとからかうナーガセーナ長老に対し、ミリンダ王は、「車」はそれぞれの部分が依存し合った関係性の下に成立する呼称・記号・通念・名称であると弁明する。それを受けて、ナーガセーナ長老は、先程の「ナーガセーナ」も同様であると述べる。ミリンダ王は感嘆する。

### 変化と同一性
ミリンダ王は、ナーガセーナ長老に、「変化する事物は、変化する前と変化した後で、同一のものなのか別ものなのか」と問う。ナーガセーナ長老は、「同一でも別ものでもない」と答える。
ナーガセーナ長老は例えとして、ミリンダ王は心身未発達な幼児期の頃と、成人した現在とで、全く同じか問うと、ミリンダ王は「別もの」だと言う。ナーガセーナ長老は、そうして変化によって同一性を否定するのであれば、「母」「父」「師」「技能者」「人格者」「知者」「悪人」「善人」といった通念も全て成立しなくなってしまうと指摘する。混乱したミリンダ王は、一体何が言いたいのか問うと、ナーガセーナ長老は、変化するものであっても、同一の基体に依拠するものとして1つに統合されていることを指摘する。
ミリンダ王に例えを求められて、ナーガセーナ長老は燈火の例えを出す。ある男が一晩中燈火を燃やしているとする、その炎は浅夜と深夜と未明とでは同一だろうか。ミリンダ王は違うと答える。では別ものかと問われ、ミリンダ王はそうでもないと答える。「燈火は一晩中、同一の基体に依拠して発光していたので、各段階の炎は即自に同一とは言えないまでも、別ものだとも言えない」と。ナーガセーナ長老は、先程の話も同様であると述べる。
ナーガセーナ長老は、「形象の連続継起」としての変化は、「集結・重置」する作用を伴うものであり、同時・同所にある形象が生起し、ある形象が消滅するという「形象の連続継起」は、2つの形象を一定点に「集結・重置」するものであり、それによって、もはや両者は時間とは関係なく同一存在の相を帯びることになる、したがって、「連続継起」した各形象は同一ではないが、「集結・重置」したものとしては別ものではない （と我々の感覚的認識は捉える）と述べる。
ミリンダ王に更なる例えを求められて、ナーガセーナ長老は牛乳の例えを出す。しぼられた牛乳は、時が経つにつれて「凝乳」、「生牛酪（バター）」、「牛酪油」と転化していくが、その事を以て、ある男が、「牛乳は、すなわち凝乳、すなわち生牛酪、すなわち牛酪油に他ならない」と述べたとしたら、正しいだろうか。ミリンダ王は、「牛乳は同一基体に依拠して生成を遂げたのであり、各段階のそれは別ものでなく、また即自に同一でもない」と述べる。ナーガセーナ長老は、先程の話も同様であると述べる。ミリンダ王は感嘆する。

### 輪廻と業
ミリンダ王は、ナーガセーナ長老に、「輪廻転生によって、改組・回帰していくものは、何なのか」と問う。ナーガセーナ長老は、「現象的個体」であると答える。
ミリンダ王は、「それでは今、現にあるこの現象的個体がそのまま改組・回帰していくのか」と問うと、ナーガセーナ長老は、「そうではなく、今、現にある現象的個体の善なり悪なりの行為（業）に応じて、それが介入・影響した別の現象的個体として改組・回帰される」と述べる。
ミリンダ王は、両者が別の個体であるのなら、現世の自分の悪行に、来世の自分が冒されないのではないかと指摘すると、ナーガセーナ長老は、ある個体から別の個体へと改組・回帰が行われる以上、悪行の応報に冒されずに済むことはないと答える。
ミリンダ王に例えを求められて、ナーガセーナ長老はマンゴーの例えを出す。ある男が、あるマンゴーの樹から実を盗む、樹の持ち主が男を捕まえて王に上訴する、そこで犯人の男が「この男が植えたマンゴー樹と、自分がマンゴーを獲ったマンゴー樹は、別ものなのだから、裁かれる筋合いはない」と弁明する、この男は裁かれるべきだろうか。ミリンダ王は、苗木段階のマンゴー樹と結実段階のマンゴー樹は切り離して考えることができないのだから、男は有罪で裁かれなければならないと答える。ナーガセーナ長老は、先程の話も同様であると述べる。
ミリンダ王に更なる例えを求められて、ナーガセーナ長老は焚き火の例えを出す。ある男が、冬に暖を取ろうと焚き火をし、消し忘れて立ち去り、他の男の畑を焼いてしまう、畑の持ち主が男を捕まえて王に上訴する、そこで犯人の男が「自分が焚いた焚き火と、この男の畑を焼いた火は、別ものなのだから、裁かれる筋合いはない」と弁明する、この男は裁かれるべきだろうか。ミリンダ王は、焚き火段階の火と野火段階の火は切り離して考えることができないのだから、男は有罪で裁かれなければならないと答える。ナーガセーナ長老は、先程の話も同様であると述べる。
ミリンダ王に更なる例えを求められて、ナーガセーナ長老は燈火の例えを出す。ある男が、燈火を持って露台に上り、食事をとっている内に、その燈火がひさしの茅（かや）を焼き、家を焼き、村全体に延焼してしまった、村人達が男を糾弾する、そこで男は「自分が食事のために用いた燈火の火と、村を焼いた火は、別ものなのだから、糾弾される筋合いはない」と弁明する、どちらを支持するか。ミリンダ王は、村を焼いた火はその男の燈火から出た火なのだから、村人達の言い分を支持すると答える。ナーガセーナ長老は、先程の話も同様であると述べる。
ミリンダ王に更なる例えを求められて、ナーガセーナ長老は女の例えを出す。ある男が、ある童女をゆくゆくは妻に迎えようと結納金を納めて去る、後日その女が成人した頃に別の男が結納金を納めて婚儀に及んでしまった、先の男がやってきて、相手の男を非難する、その男は「おまえが結納金を納めた童女と、自分が結納金を納めた成女は、別ものなのだから、非難される筋合いはない」と弁明する、どちらを支持するか。ミリンダ王は、童女が成長してその成女になったのだから、先の男の言い分を支持すると答える。ナーガセーナ長老は、先程の話も同様であると述べる。
ミリンダ王に更なる例えを求められて、ナーガセーナ長老は牛乳の例えを出す。ある男が、牛の飼い主に牛乳を瓶一杯買い求め、明日受け取ると言って預けたまま立ち去る、翌日、牛乳が凝乳に変質した頃にやってきて、牛乳の受け渡しを求め、飼い主がその凝乳を渡すと、男は「自分が買ったのは凝乳ではなく牛乳だ、さあ瓶一杯の牛乳をよこせ」と主張する、飼い主は男が買った牛乳が凝乳になったのだと弁明する、どちらを支持するか。ミリンダ王は、男が前日買った牛乳が凝乳になったのだから、飼い主の言い分を支持すると答える。ナーガセーナ長老は、先程の話も同様であると述べる。ミリンダ王は感嘆する。

## 書誌情報

### 日本語訳
- 長尾雅人 編「ミリンダ王の問い」『バラモン教典、原始仏典』大地原豊訳、中央公論社〈世界の名著 1〉、1969年5月。ISBN 978-4-12-400081-8。抜粋編訳
  - 長尾雅人 編「ミリンダ王の問い」『バラモン教典・原始仏典』大地原豊訳、中央公論社〈中公バックス 世界の名著 1〉、1979年2月。ISBN 978-4-12-400611-7。同上
- 『ミリンダ王の問い　インドとギリシアの対決 第1巻』中村元・早島鏡正訳、平凡社東洋文庫 7、1963年11月。ISBN 4-582-80007-6。
  - 『ミリンダ王の問い　インドとギリシアの対決 第1巻』中村元・早島鏡正訳、ワイド版東洋文庫、2003年5月。ISBN 4-256-80007-7。各・オンデマンド出版
- 『ミリンダ王の問い　インドとギリシアの対決 第2巻』中村元・早島鏡正訳、平凡社東洋文庫 15、1964年3月。ISBN 4-582-80015-7。
  - 『ミリンダ王の問い　インドとギリシアの対決 第2巻』中村元・早島鏡正訳、ワイド版東洋文庫、2003年5月。ISBN 4-256-80015-8。
- 『ミリンダ王の問い　インドとギリシアの対決 第3巻』中村元・早島鏡正訳、平凡社東洋文庫 28、1964年10月。ISBN 4-582-80028-9。
  - 『ミリンダ王の問い　インドとギリシアの対決 第3巻』中村元・早島鏡正訳、ワイド版東洋文庫、2003年5月。ISBN 4-256-80028-X。
- 国民文庫刊行会 編「弥蘭陀王問経」『国訳大蔵経 経部 第12巻』山上曹源訳、国民文庫刊行会、1917年 - 1918年。NDLJP:1207423。
- 『新訳 ミリンダ王の問い　ギリシア人国王とインド人仏教僧との対論』宮元啓一訳、花伝社、2022年2月

### 漢訳
- 「那先比丘経 2巻」『大蔵経　大日本校訂［縮刷蔵経］』 244巻、弘教書院、1885年12月。
- 「那先比丘経 2巻」『大蔵経　大日本校訂［卍字蔵経］』 249巻、図書出版、1902年 - 1905年。

### 英訳
- Milinda's Questions. Vol. I. I.B. Horner. Pali Text Society. (1990) [1963]. ISBN 0-86013-046-0
- Milinda's Questions. Vol. II. I.B. Horner. Pali Text Society. (1991) [1964]. ISBN 0-86013-047-9
- The Debate of King Milinda: An Abridgement of The Milinda Panha. Bhikkhu Pesala. Motilal Banarsidass. (January 13, 2009). ISBN 978-8120808935

### パーリ語原典
- V. Trenckner 編『Milindapañha & Milinda-ṭīkā』Pali Text Society、1986年（原著1880年）。ISBN 0-86013-235-8。

## 関連文献
- 石上善応『東の智慧 西の智慧　弥蘭陀王問経』筑摩書房〈現代人の仏教 第10〉、1965年。
  - 新装版『東の智慧 西の智慧　弥蘭陀王問経』筑摩書房〈現代人の仏教 第10〉、1975年。ISBN 978-4-480-32610-2。
- 前田慧雲述『那先比丘経講義』光融館、1909年。
- 森祖道、浪花宣明『ミリンダ王――仏教に帰依したギリシャ人』清水書院〈Century Books・人と思想〉、1998年12月。新装版2016年。ISBN 4389421638 - 伝記・解説。
- 和辻哲郎『ミリンダ王問経と那先比丘経』。「全集5　仏教哲学の最初の展開」に収録、岩波書店、1962年、再版1989年